# Mörsach

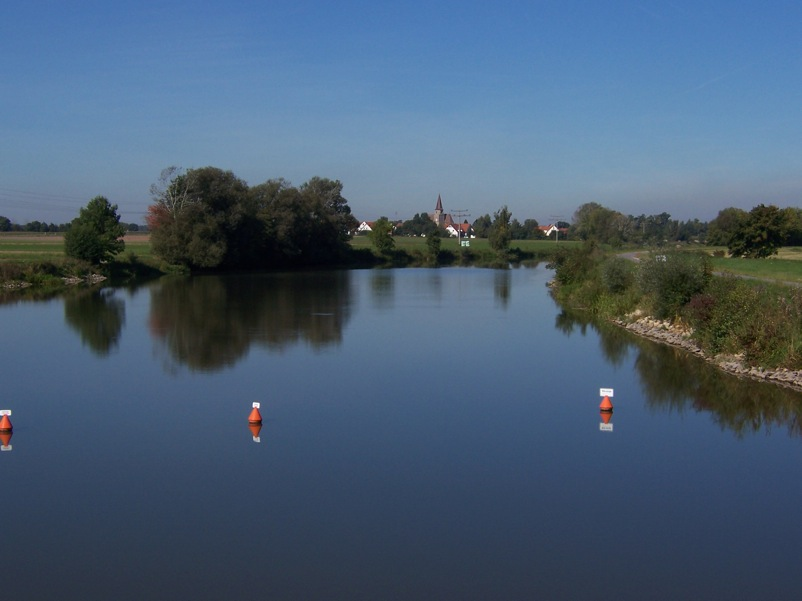
Altmühlzuleiter bei Mörsach

Mörsach ist ein Gemeindeteil des Marktes Arberg im Landkreis Ansbach (Mittelfranken, Bayern). Die Gemarkung Mörsach hat eine Fläche von 5,325 km². Sie ist in 758 Flurstücke aufgeteilt, die eine durchschnittliche Fläche von 7024,42 m² haben. In ihr liegen neben dem namensgebenden Ort die Gemeindeteile Georgenhaag und Gothendorf.

## Geographie
Das Pfarrdorf liegt auf offener Flur am Altmühlzuleiter, knapp 2 Kilometer nordwestlich des Altmühlsees und rund 4,3 km östlich von Arberg. Die Stadt Gunzenhausen ist knapp 7 km entfernt. Zur Gemarkung Mörsach gehören das rund 1,6 km südwestlich liegende Dorf Georgenhaag und der rund 0,9 km südwestlich liegende Weiler Gothendorf. Unmittelbar östlich des Ortes verläuft der Altmühlzuleiter. Der Mörsacher Graben mündet dort als rechter Zufluss. Im Westen grenzt das Flurgebiet Lange Läng an, im Südosten liegt der Hungerbühl.
Die Kreisstraße AN 55/WUG 24 führt zur Staatsstraße 2411 bei der Stadtmühle (3 km nordwestlich) bzw. nach Streudorf zur Staatsstraße 2222 (1,4 km südöstlich). Eine Gemeindeverbindungsstraße verläuft nach Gothendorf (0,7 km südwestlich).

## Geschichte
Die Pfarrkirche in Mörsach wurde erstmals für das Jahr 1272 indirekt nachgewiesen, da der Scholar Ludwig von Chraigenheim (= Cronheim) vom Eichstätter Bischof Hildebrand am 9. Juni 1272 die großen und kleinen Zehnten von Hohenberch (= Höhberg) in der Pfarrei Mörsach auf Lebenszeit erhalten hat.
Mörsach wurde im Jahr 1468 im Zusammenhang mit einer Frühmessstiftung in die zur Pfarrei Arberg gehörigen Antoniuskapelle genannt. 1476/77 erfolgte die Stiftung der Pfarrei. Im Jahr 1615 wurden in Mörsach 22 Anwesen genannt. Die Grundherren waren das Hochstift Eichstätt (17 Anwesen), das St. Veitstift Herrieden (drei Anwesen) und die Zweite Pfarrstelle Gunzenhausen (zwei Anwesen). Zum Vergleich: 1670 zählt der Ort nur noch 19 Anwesen und 1960 wieder 24. 1765 fand in Mörsach die Trauung des Hofbaumeisters des Hochstifts Eichstätt, Domenico Maria Salle, statt.
1806 kam Mörsach an das Königreich Bayern. Mit dem Gemeindeedikt (frühes 19. Jahrhundert) wurde Mörsach dem Steuerdistrikt Arberg zugewiesen. Wenig später entstand die Ruralgemeinde Mörsach, zu der Georgenhaag und Gothendorf gehörten. Sie war in Verwaltung und Gerichtsbarkeit dem Landgericht Herrieden zugeordnet und in der Finanzverwaltung dem Rentamt Herrieden zugeordnet (1919 in Finanzamt Herrieden umbenannt). Ab 1862 gehörte die Gemeinde Mörsach zum Bezirksamt Feuchtwangen (1939 in Landkreis Feuchtwangen umbenannt) und seit 1929 zum Finanzamt Ansbach, zwischenzeitlich von 1931 bis 1973 zum Finanzamt Gunzenhausen. In der Gerichtsbarkeit blieb das Landgericht Herrieden zuständig (1879 in Amtsgericht Herrieden umbenannt), von 1931 bis 1973 das Amtsgericht Gunzenhausen, seit 1973 ist es das Amtsgericht Ansbach.  Die Gemeinde 1964 hatte eine Gebietsfläche von 5,439 km². Im Zuge der Gebietsreform in Bayern wurde die Gemeinde am 1. Januar 1971 in den Markt Arberg eingegliedert.

### Einwohnerentwicklung
Gemeinde Mörsach
| Jahr      | 1818  | 1840   | 1852   | 1855   | 1861   | 1867   | 1871   | 1875   | 1880   | 1885   | 1890   | 1895   | 1900   | 1905   | 1910   | 1919   | 1925   | 1933   | 1939   | 1946   | 1950   | 1952   | 1961  | 1970   |
| Einwohner | 198   | 222    | 240    | 229    | 222    | 209    | 232    | 222    | 238    | 238    | 241    | 240    | 240    | 232    | 251    | 249    | 242    | 247    | 225    | 285    | 235    | 242    | 212   | 199    |
| Häuser    | 39    | 44     |        |        |        |        | 45     |        |        | 46     | 46     |        | 47     |        |        |        | 43     |        |        |        | 48     |        | 48    |        |
| Quelle    | [ 7 ] | [ 13 ] | [ 14 ] | [ 14 ] | [ 15 ] | [ 16 ] | [ 17 ] | [ 18 ] | [ 19 ] | [ 20 ] | [ 21 ] | [ 14 ] | [ 22 ] | [ 14 ] | [ 23 ] | [ 14 ] | [ 24 ] | [ 14 ] | [ 14 ] | [ 14 ] | [ 25 ] | [ 14 ] | [ 9 ] | [ 26 ] |

Ort Mörsach
| Jahr      | 001818 | 001840 | 001861 | 001871 | 001885 | 001900 | 001925 | 001950 | 001961 | 001970 | 001987 | 002011 |
| Einwohner | 113    | 136    | 130    | 140    | 142    | 152    | 153    | 163    | 134    | 123    | 113    | 181    |
| Häuser    | 24     | 29     |        |        | 27     | 27     | 26     | 29     | 30     |        | 34     |        |
| Quelle    | [ 7 ]  | [ 13 ] | [ 15 ] | [ 17 ] | [ 20 ] | [ 22 ] | [ 24 ] | [ 25 ] | [ 9 ]  | [ 26 ] | [ 27 ] | [ 1 ]  |

## Kultur und Sehenswürdigkeiten

### Kunst
Im Dorf befindet sich das Kunstatelier Zimmermann. Es wird von dem ortsansässigen Künstlerehepaar Reinhard und Elke Zimmermann geführt und widmet sich der zeitgenössischen Kunst.

### Musik
Der Verein Mundus Artis e. V. veranstaltet jährlich etwa zehn Konzerte im Saal des Kunstateliers Zimmermann. Veranstaltungen mit größeren Besetzungen finden „open air“ oder in der Pfarrkirche St. Antonius statt.

### Baudenkmäler
In Mörsach gibt es fünf Baudenkmäler:
- Die katholische Pfarrkirche St. Antonius ist eine staatliche Saalkirche. Das Langhaus mit Sakramentsnische wurde um 1400 erbaut. Nach 1450 kamen der Chor, das Treppentürmchen und der Turm, und um 1490 das Portal an der Südseite hinzu. Im Jahr 1797 erhielt der Turm einen achteckigen Aufsatz. Eine neugotische Innenrenovierung erfolgte ab 1863. Der wertvolle Ottilienaltar ist ein 1872 zusammengestellter Hochaltar unter Verwendung von Schreinfiguren von etwa 1480 und Flügeltafelbildern von 1518 mit Darstellungen zur Otilienlegende. Östlich des Chores befindet sich ein abgedeckter brunnenartiger Quellfluss, Otilienbrünnlein genannt, dessen Wasser bei Wallfahrten gegen Augenleiden begehrt war. Eine 1498 gegossene Glocke aus Schmottseiffen im Riesengebirge gelangte über Hamburg in den Glockenstuhl von Mörsach. Sie sollte ursprünglich für Kriegszwecke eingeschmolzen werden und kam nach 1950 in die Pfarrkirche St. Antonius. Der Friedhof hat eine mittelalterliche Ummauerung aus Hausteinen. Die Grabsteine sind aus dem 18. bis 20. Jahrhundert.
- Am Dorfanger vor der Pfarrkirche steht die Ortskapelle, ein kleiner Massivbau mit Putzgliederung aus dem 18. Jahrhundert.
- An der Straße nach Ornbau befindet sich die katholische Feldkapelle Heilige Dreifaltigkeit. Der kleine Massivbau aus dem 18. Jahrhundert wurde 1904 erneuert.
- Ein wohl aus dem 10. Jahrhundert stammender Bildstock steht rund 500 Meter außerhalb des Ortes an der Straße nach Streudorf.
- Das Haus Nr. 1 ist das ehemalige Pfarrhaus von Mörsach. Der zweigeschossige Walmdachbau mit Putz- und Hausteingliederung wurde zwischen 1795 und 1798 erbaut.
- Das Schul- und frühere Meßnerhaus wurde 1702 als Neubau errichtet.

### Bodendenkmäler
In der Gemarkung Mörsach gibt es zwei Bodendenkmäler im Bereich der Pfarrkirche.

## Öffentliche Einrichtungen
Die Erholungsanlage Arberg-Mörsach ist eine Freizeiteinrichtung am Altmühlseezuleiter. Sie bietet einen Sandstrand, Kinderspielplatz und Kiosk. Dort führen der Altmühltalradweg, der Fränkische Seenland-Radweg und der Wanderweg Der Seenländer vorbei.
Im Dorfinneren liegt zudem ein großer Abenteuerspielplatz für Kinder bis zwölf Jahre.

## Religion
Der Ort ist römisch-katholisch geprägt und bis heute nach St. Antonius (Mörsach) gepfarrt. Die Einwohner evangelisch-lutherischer Konfession sind nach St. Martin und Ägidius (Wald) gepfarrt.